# Cañada de Benatanduz
Cañada de Benatanduz est une commune d’Espagne, dans la Comarque du Maestrazgo, province de Teruel, communauté autonome d'Aragon.

## Histoire

### L'ordre de Montjoie, les Templiers et les Hospitaliers
La Cañada de Benatanduz fut d'abord donnée en 1194 par Alphonse II d'Aragon à l'ordre de Montjoie dans le cadre de la Reconquista mais les templiers héritèrent des biens de cet ordre trois ans plus tard et accordèrent une charte de peuplement l'année suivante (1198).
La seigneurie de au même titre que Villarluengo et La Iglesuela del Cid dépendait de la baillie templière puis hospitalière de Cantavieja (an). À partir du XIVe siècle, à la suite de la dévolution des biens de l'ordre du Temple la baillie de Cantavieja et les biens qui en dépendaient furent rattachés à la châtellenie d'Amposta.